# Støvkornenes dans i solstrålerne
Støvkornenes dans i solstrålerne, också känd som Solskin och Solstråler, är en dansk oljemålning av Vilhelm Hammershøi från 1900.
Målningen visar Vilhelm Hammershøis lägenhet på gatuplanet i ett 1600-talshus vid Strandgade i Christianshavn i Köpenhamn. Det syns en bit av golvet, av ytterväggen med en dörr och ett spröjsat fönster. Genom fönstret tränger ljuset in i sneda strålar, innan det ramar in golvet och breder ut sig ur bilden i dess högra kant. Kompositionen är enkel och baserad på det gyllene snittet. Som alla målningar av Hammershöi är den gjord i en gråtonsskala. 
Målningen hänger på Ordrupgaard  och ingår i Danmarks kulturkanon